# Chiquinho Conde
Francisco Queriol Conde Júnior, detto Chiquinho Conde (Beira, 22 novembre 1965), è un allenatore di calcio ed ex calciatore mozambicano, di ruolo attaccante, commissario tecnico della nazionale mozambicana.

## Caratteristiche tecniche
Giocava come attaccante.

## Carriera

### Club
Iniziò la carriera in Mozambico con il Maxaquene, vincendo un titolo nazionale prima di espatriare in Portogallo al Belenenses, con cui giocò più di cento partite; dopo aver passato periodi al Braga e al Vitória Setúbal, venne acquistato dallo Sporting Clube de Portugal di Lisbona, che lo mantenne nella rosa fino al 1996; nel periodo con il club biancoverde, Chiquinho Conde vinse la Coppa di Portogallo 1995 e la conseguente Supercoppa di Portogallo.
Nel 1997 si trasferì negli Stati Uniti nella recentemente formatasi Major League Soccer, disputando la stagione 1997 con due squadre, i New England Revolution e i Tampa Bay Mutiny, prima di tornare in Portogallo, dove rimase per il resto della sua carriera, eccezion fatta per una stagione al Créteil, ritirandosi nel 2004.

### Nazionale
Con la Nazionale di calcio del Mozambico conta 41 presenze.

## Palmarès

### Club

#### Competizioni nazionali
- Campionato mozambicano di calcio: 1

Maxaquene: 1986
- Coppa del Portogallo: 1

Sporting: 1995
- Supercoppa di Portogallo: 1

Sporting: 1995